# Paratyndaris antillarum
Paratyndaris antillarum es una especie de escarabajo barrenador metálico del género Paratyndaris, de la familia Buprestidae, orden Coleoptera.

## Distribución
Se distribuye por la ecozona del Neotrópico.

## Taxonomía
Fue descrita por Fisher en 1940 y publicada en Fisher W. S. New West Indian buprestid beetles. Psyche 46(1939):156-166. (1940).